# Jan Guillou
Jan Oscar Sverre Lucien Henri Guillou (ur. 17 stycznia 1944 w Södertälje) – szwedzki pisarz, dziennikarz i scenarzysta.

## Życiorys
Jan Guillou urodził się w 1944 jako dziecko pochodzącego z Francji syna dozorcy francuskiej ambasady w Sztokholmie Charles Guillou i wywodzącej się z zamożnej norweskiej rodziny Marianne Guillou z domu Botolfsen. Od urodzenia miał obywatelstwo francuskie, a szwedzkie uzyskał w roku 1975. Kiedy jego dziadek zmienił miejsce pracy na ambasadę w Helsinkach, jego syn wyjechał wraz z nim. Jan Guillou wraz z matką i jej nowym partnerem zamieszkał w Saltsjöbaden i Näsbypark. Uczył się w liceum Vasa Real, skąd został wydalony za przemoc fizyczną, kradzież i szantaż, następnie przez dwa lata uczył się w szkole z internatem w Södermanland, z której również został wydalony. Ze związku z pierwszą żoną, szwedzką autorką i tłumaczką Mariną Stagh, ma dwoje dzieci syna Dana i córkę Ann-Linn (Szwedzka dziennikarka i feministka). Od 2010 jego żoną jest Ann-Marie Skarp. Guillou wraz z żoną i Lizą Marklund są właścicielami wydawnictwa Piratförlaget. Jest socjalistą, a swoje poglądy umieszcza na lewo od Partii Lewicy. W październiku 2009 szwedzka gazeta Expressen oskarżyła go o to, że w latach 1967 i 1972 współpracował z KGB, opierając oskarżenia o dokumenty opublikowane przez Säkerhetspolisen i wywiady z byłym oficerem KGB Olegiem Gordijewskim. Guillou przyznał, że utrzymywał kontakty z radzieckim wywiadem i brał od nich pieniądze, ale jego celem było wyłącznie zebranie informacji do jego pracy dziennikarskiej.

## Kariera dziennikarska
Jako dziennikarz pracował dla szwedzkich pism FIB aktuellt i Folket i Bild/Kulturfront oraz prowadził programy telewizyjne Magazinet (1981–1984), Rekordmagazinet oraz Grabbarna på Fagerhult. W 1973 wraz z Peterem Brattem opublikował serię artykułów o działalności szwedzkiej agencji wywiadowczej IB, w efekcie został oskarżony o szpiegostwo i spędził dziesięć miesięcy w więzieniu. W 1984 został laureatem nagrody prasowej Stora journalistpriset. W latach 2000–2004 był szefem szwedzkiej organizacji prasowej Publicistklubben.

## Kariera pisarska
Jako autor jest najbardziej znany z cyklu książek o fikcyjnym szwedzkim agencie wywiadu Carlu Hamiltonie i trylogii Templariusz (po polsku wydanej jako Krzyżowcy) (Tempelriddaren), oraz częściowo opartej na własnej biografii książki Ondskan – studium zła i przemocy na przykładzie losów 14-letniego Erika bitego przez sadystycznego ojca.

## Publikacje książkowe

### Cykl o Carlu Hamiltonie
- Coq Rouge – berättelsen om en svensk spion (pierwsze wydanie: Norstedts Förlagsgrupp, 1986, wydanie polskie: Coq Rouge, Czytelnik Warszawa 1992)
- Den demokratiske terroristen (pierwsze wydanie 1987, wydanie polskie: Terrorysta na zamówienie, Oficyna Wydawnicza Alma-Press 1994)
- Fiendens Fiende (wydanie polskie: Wróg wroga, Oficyna Wydawnicza Alma-Press 1994)
- Den hedervärde mördaren (Norstedts Förlagsgrupp, 1990)
- Vendetta (Norstedts Förlagsgrupp, 1991)
- Ingen mans land (Norstedts Förlagsgrupp, 1991)
- Den enda segern (Norstedts Förlagsgrupp, 1993)
- I hennes majestäts tjänst (Norstedts Förlagsgrupp, 1994)
- En medborgare höjd över varje misstanke (Norstedts Förlagsgrupp, 1995)
- Hamlon – en skiss till en möjlig fortsättning (Norstedts Förlagsgrupp, 1995)
- Madame Terror (Piratförlaget, 2006)
- Men inte om det gäller din dotter (Piratförlaget, 2008)

### Krzyżowcy
- Vägen till Jerusalem (Norstedts Förlagsgrupp, 1998, wydanie polskie: Droga do Jerozolimy, VIDEOGRAF II, 2010)
- Tempelriddaren (Norstedts Förlagsgrupp, 1999, wydanie polskie: Rycerz zakonu templariuszy, VIDEOGRAF II, 2010)
- Riket vid vägens slut (Piratförlaget, 2000, wydanie polskie: Królestwo na końcu drogi, VIDEOGRAF II, 2010)

Ta trylogia ma też kontynuację opowiadającą o losach wnuka jej głównego bohatera.
- Arvet efter Arn (Piratförlaget, 2001, wydanie polskie: Dziedzictwo rycerza Arna, VIDEOGRAF II, 2010)

### Cykl „Złoty wiek” o losach rodziny Lauritzen
- Brobyggarna (Piratförlaget, 2011, wydanie polskie: Bracia z Vestland, Sonia Draga, 2013, tłum. Anna Krochmal, Robert Kędzierski)
- Dandy (Piratförlaget, 2012, wydanie polskie: Dandys, Sonia Draga, 2014, tłum. Anna Krochmal, Robert Kędzierski)
- Mellan rött och svart (Piratförlaget, 2013, wydanie polskie: Pomiędzy czerwienią a czernią, Sonia Draga, 2015, tłum. Anna Krochmal, Robert Kędzierski)
- Att inte vilja se (Piratförlaget, 2014, wydanie polskie: Uciec przed prawdą, Sonia Draga, 2015, tłum. Anna Krochmal, Robert Kędzierski)
- Blå stjärnan (Piratförlaget, 2015; Niebieska gwiazda)

### Cykl o nadinspektor Evie Johnsén-Tanguy
- Tjuvarnas marknad (Piratförlaget, 2004)
- Fienden inom oss (Piratförlaget, 2007)
- Men inte om det gäller din dotter (Piratförlaget, 2008)

### Inne powieści
- Om kriget kommer (PAN/Norstedts, 1971)
- Det stora avslöjandet (1974)
- Ondskan (Norstedts Förlagsgrupp, 1981, wydanie polskie: Zło, W.A.B., 2012)
- Gudarnas berg (Norstedts Förlagsgrupp, 1990)

## Adaptacje filmowe
- Terrorysta na zamówienie (1989)
- Zło (2003)
- Arn – Rycerz Zakonu Templariuszy (2007) (oryg.: Arn: Tempelriddaren)
- Arn – Królestwo na końcu drogi (2008) (oryg.: Arn: Riket vid vägens slut)
- Templariusze. Miłość i krew (2007) [Pod tym tytułem był wyświetlany film o przygodach Arna – film powstał z połączenia i skrócenia wątków z filmów Arn – Rycerz Zakonu Templariuszy oraz Arn – Królestwo na końcu drogi]
- Hamilton: Men inte om det gäller din dotter (Hamilton: Na własną rękę) (2012)
- I nationens intresse (Hamilton: W interesie narodu) (2012)
- serial telewizyjny Fiendes Fiende (1990) składający się z ośmiu odcinków, nakręcony na podstawie powieści o tym samym tytule, raz wyemitowany w TVP pod tytułem Wróg wroga

## Scenarzysta
Był scenarzystą dwóch filmów: Biały rycerz (1994) oraz Tribunal (1995).